# HD 10180 h
HD 10180 h es un exoplaneta en órbita a HD 10180, una enana amarilla muy similar a Sol situado a unos 128 años luz del Sistema Solar en la constelación de Hydrus. Se detectó en el verano de 2010 alrededor de la estrella mediante el método de velocidad radial.

## Características del planeta
El método de velocidad radial no determina el ángulo de órbita del planeta con respecto al plano del cielo o de la línea de visión, de modo que no puede ser determinado. En el caso de HD 10180 h, su masa mínima es de unas 64 veces la masa de la Tierra, es decir, es decir, dos tercios de la masa de Saturno.
HD 10180 h es el planeta más grande y más externo conocido en el sistema HD 10180. Probablemente se trata de un planeta gigante de tamaño Saturno con una masa mínima de 64 veces la de la Tierra. Órbita a 3,4 UA, una distancia comparable a la distancia de la parte exterior del cinturón de asteroides desde el Sol y es probable Tal como un planeta Sudarsky de Clase I. La probabilidad de detección falsa es del 0,6%.